# 科学怪人的诅咒
《科学怪人的诅咒》（英語：The Curse of Frankenstein），又译作《神秘怪尸》，是1957年英国的一部恐怖片，由咸马公司出品。本片基于玛丽·雪莱的同名小说《科学怪人》。本片也是咸马公司的首部彩色电影，影片出品后得到成功并制作了多部续篇，并建立了有哥特意味的品牌形象。由特伦斯·费歇尔导演。

## 演员
- 彼得·库欣 饰 弗兰肯斯坦博士
- 哈泽尔·考特 饰 伊丽莎白
- Robert Urquhart 饰 Paul Krempe
- 克里斯托弗·李 饰 弗兰肯斯坦的怪物
- Melvyn Hayes 饰 年轻的维克托
- Valerie Gaunt 饰 贾丝廷
- Paul Hardtmuth 饰 Prof. Bernstein
- Noel Hood 饰 姑 (索菲)
- Fred Johnson 饰 Grandpa
- Claude Kingston 饰 小男孩
- Alex Gallier 饰 Priest
- Michael Mulcaster 饰 Warder
- Andrew Leigh 饰 Hermann
- Anne Blake 饰 Burgomeister的妻子
- Sally Walsh 饰 Elizabeth，儿童时期
- Middleton Woods 饰 Lecturer
- Raymond Ray 饰 伯父
- Ernest Jay 饰 殡仪业人员